# Hypocnemis flavescens
A Hypocnemis flavescens a madarak osztályának verébalakúak (Passeriformes) rendjébe és a hangyászmadárfélék (Thamnophilidae) családjába tartozó faj.

## Rendszerezése
A fajt Philip Lutley Sclater angol ügyvéd és zoológus írta le 1865-ben.

## Alfajai
- Hypocnemis flavescens flavescens P. L. Sclater, 1865
- Hypocnemis flavescens perflava Pinto, 1966[2]

## Előfordulása
Dél-Amerika északi részen, Brazília, Guyana, Kolumbia és Venezuela területén honos. Természetes élőhelyei a szubtrópusi vagy trópusi síkvidéki esőerdők, mocsári erdők, folyók és patakok környékén, valamint másodlagos erdők. Állandó, nem vonuló faj.

## Megjelenése
Testhossza 11–12 centiméter, testtömege 11–15 gramm.

## Természetvédelmi helyzete
Az elterjedési területe elég nagy, egyedszáma pedig növekszik. A Természetvédelmi Világszövetség Vörös listáján nem fenyegetett fajként szerepel.